# Михалково (Междуреченский район)
Михалково — деревня в Междуреченском районе Вологодской области.
Входит в состав Старосельского сельского поселения (с 1 января 2006 года по 8 апреля 2009 года входила в Ноземское сельское поселение), с точки зрения административно-территориального деления — в Ноземский сельсовет.
Расстояние до районного центра Шуйского по автодороге — 22,5 км, до центра муниципального образования Старого по прямой — 8 км. Ближайшие населённые пункты — Фролово, Новая, Оброшино, Подлесное.
По данным переписи в 2002 году постоянного населения не было.